# Neomegamphopus malabarensis
Neomegamphopus malabarensis is een vlokreeftensoort uit de familie van de Neomegamphopidae. De wetenschappelijke naam van de soort is voor het eerst geldig gepubliceerd in 2004 door Myers.